# Sei Tualang Pandau
Sei Tualang Pandau is een bestuurslaag in het regentschap Asahan van de provincie Noord-Sumatra, Indonesië. Sei Tualang Pandau telt 1161 inwoners (volkstelling 2010).